# الحجف (الطفة)

تعديل مصدري - تعديل

الحجف هي إحدى قرى عزلة المشاعرة بمديرية الطفة التابعة لمحافظة البيضاء، بلغ تعداد سكانها 284 نسمة حسب تعداد اليمن لعام 2004.